# Friardel
Friardel (Ausspracheⓘ) ist eine ehemalige französische Gemeinde mit 248 Einwohnern (Stand: 1. Januar 2019) im Département Calvados in der Region Normandie.
Am 1. Januar 2016 wurde Friardel im Zuge einer Gebietsreform zusammen mit der benachbarten ehemaligen Gemeinde La Vespière als Commune déléguée in die neue Commune nouvelle La Vespière-Friardel eingegliedert.

## Geografie
Friardel liegt im Pays d’Auge. Rund 21 Kilometer nordnordwestlich des Ortes befindet sich Lisieux. Das nordöstlich gelegene Bernay ist etwa gleich weit entfernt. Der Orbiquet durchfließt den Ostteil Friardels.

## Bevölkerungsentwicklung
| Jahr                             | 1793 | 1836 | 1876 | 1926 | 1946 | 1975 | 1990 | 2013 |
| Einwohner                        | 373  | 334  | 251  | 272  | 254  | 176  | 185  | 239  |
| Quelle: Cassini, EHESS und INSEE |      |      |      |      |      |      |      |      |

## Sehenswürdigkeiten
- Herrenhaus aus dem 15.–17. Jahrhundert, seit 2003 Monument historique[3]
- Kirche Saint-Martin aus dem 11. Jahrhundert; eine Malerei und eine Skulptur im Inneren sind seit 1953 beziehungsweise 1977 als Monument historique klassifiziert[4][5]